# Pferdefleisch

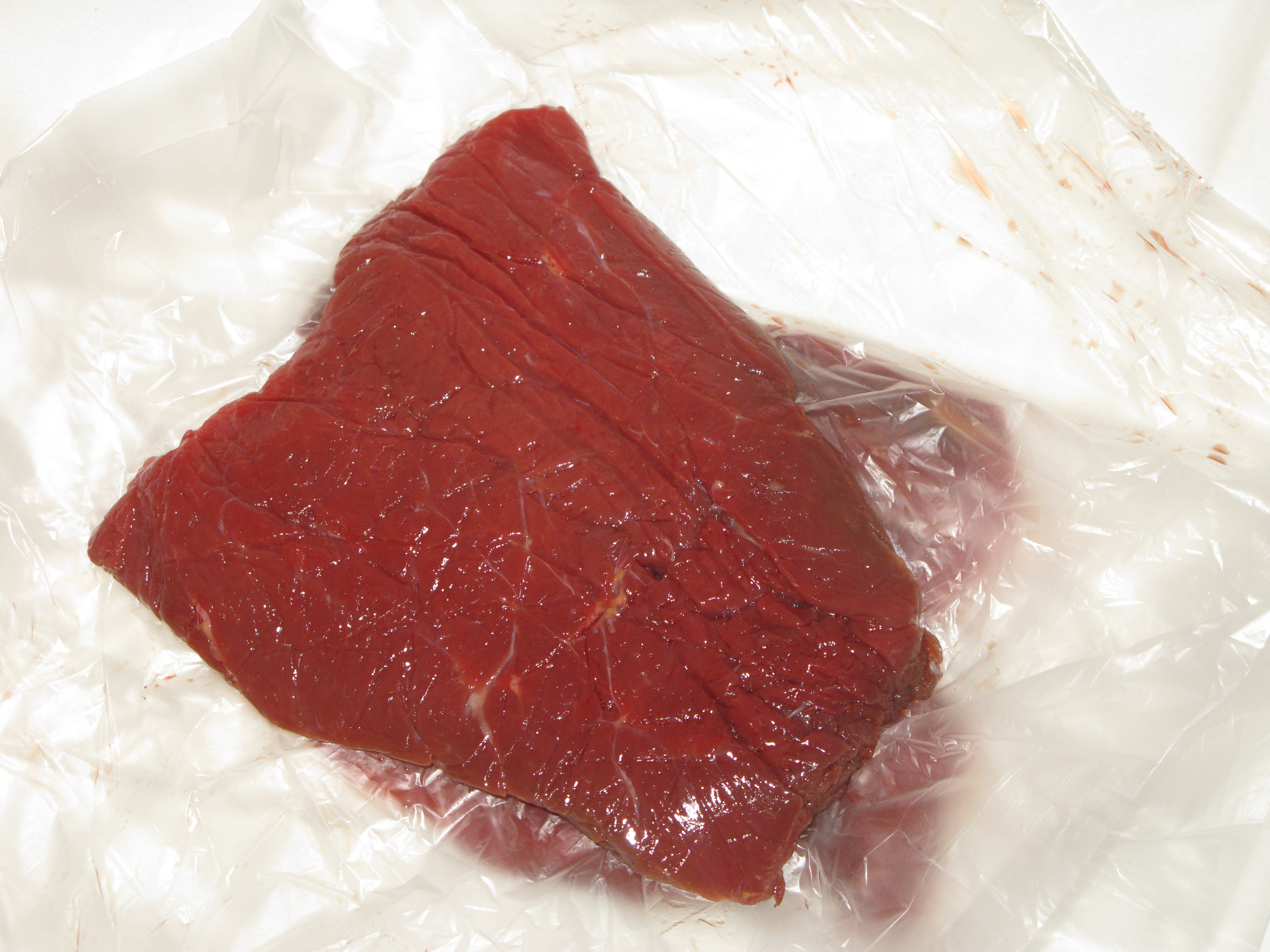
Rohes Pferdefilet (aus Frankreich)

Pferdefleisch ist das Fleisch des Hauspferds. Es wird heute als Nahrungsmittel in Deutschland eher selten, in Teilen Österreichs und der Schweiz häufiger genutzt. Es wird vorwiegend in Pferdemetzgereien verkauft, in der Schweiz, Frankreich und Italien auch in Supermärkten.
Einige Gerichte der deutschen Küche wurden traditionell mit Pferdefleisch zubereitet, beispielsweise der Rheinische Sauerbraten.

## Die Schlachtteile und ihre Verwendung

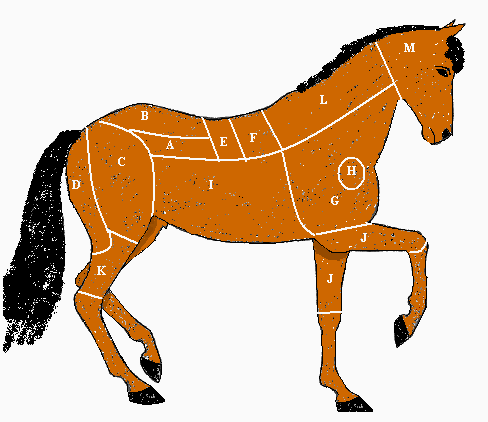
Schematische Darstellung der Schlachtteile

A  Filet, ist der am wenigsten beanspruchte Muskel und daher das beste Stück vom Pferd (liefert Steakfleisch)
B  Hinterrücken, ist ganz schier, ohne Speck und Sehne (liefert Steak vom Rücken)
C  Oberschale (liefert Steakfleisch) mit Oberschalendeckel (liefert Rouladen), ist zartes, saftiges Fleisch
D  Seemer und Seemerrolle, liefert Fleisch zum Schmoren (Braten, Rouladen, Gulasch)
E  Vorderrücken, liefert Steakfleisch (Grillen, Kurzbraten, Überbacken)
F  Hochrippe, liefert Fleisch zum Schmoren (Schmorfleisch, Gulasch)
G  Brust, liefert Fleisch zum Schmoren (Schmorfleisch, Gulasch)
H  Bug (Bogen), liefert Fleisch zum Räuchern und Pökeln (Pferdeschinken, Rauchfleisch)
I  Bauchlappen
J  Vorderes Beinfleisch, ist sehr sehnig und liefert Fleisch zum Kochen (Suppenfleisch, Kochwurst)
K  Hinteres Beinfleisch
L  Nacken
M  Kopf, liefert zusammen mit I, K, L Verarbeitungsfleisch (Knackwurst, Kochwurst, Pferdefett usw.)

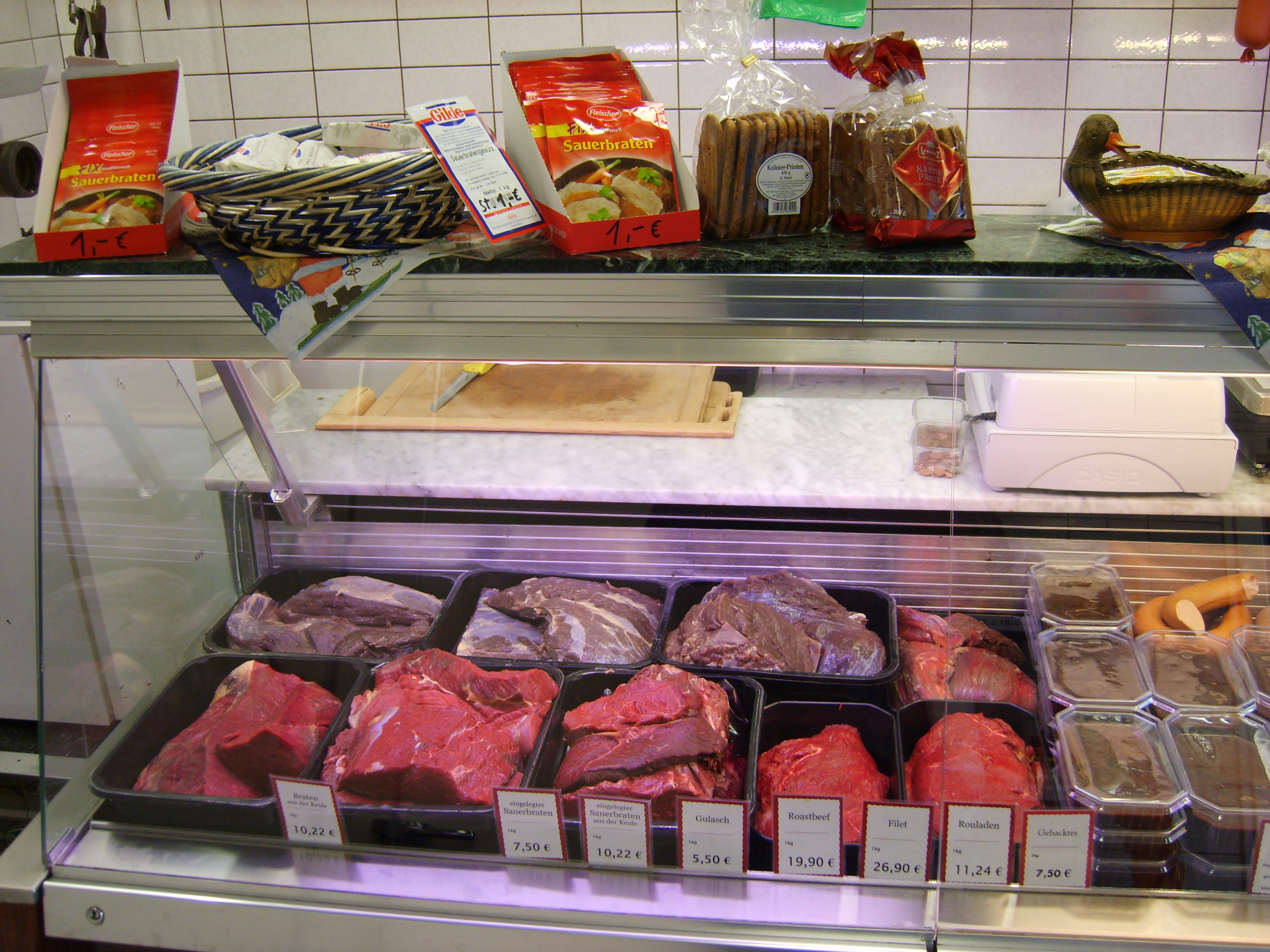
Sauerbraten und weitere Pferdefleischwaren im Laden einer deutschen Pferdemetzgerei
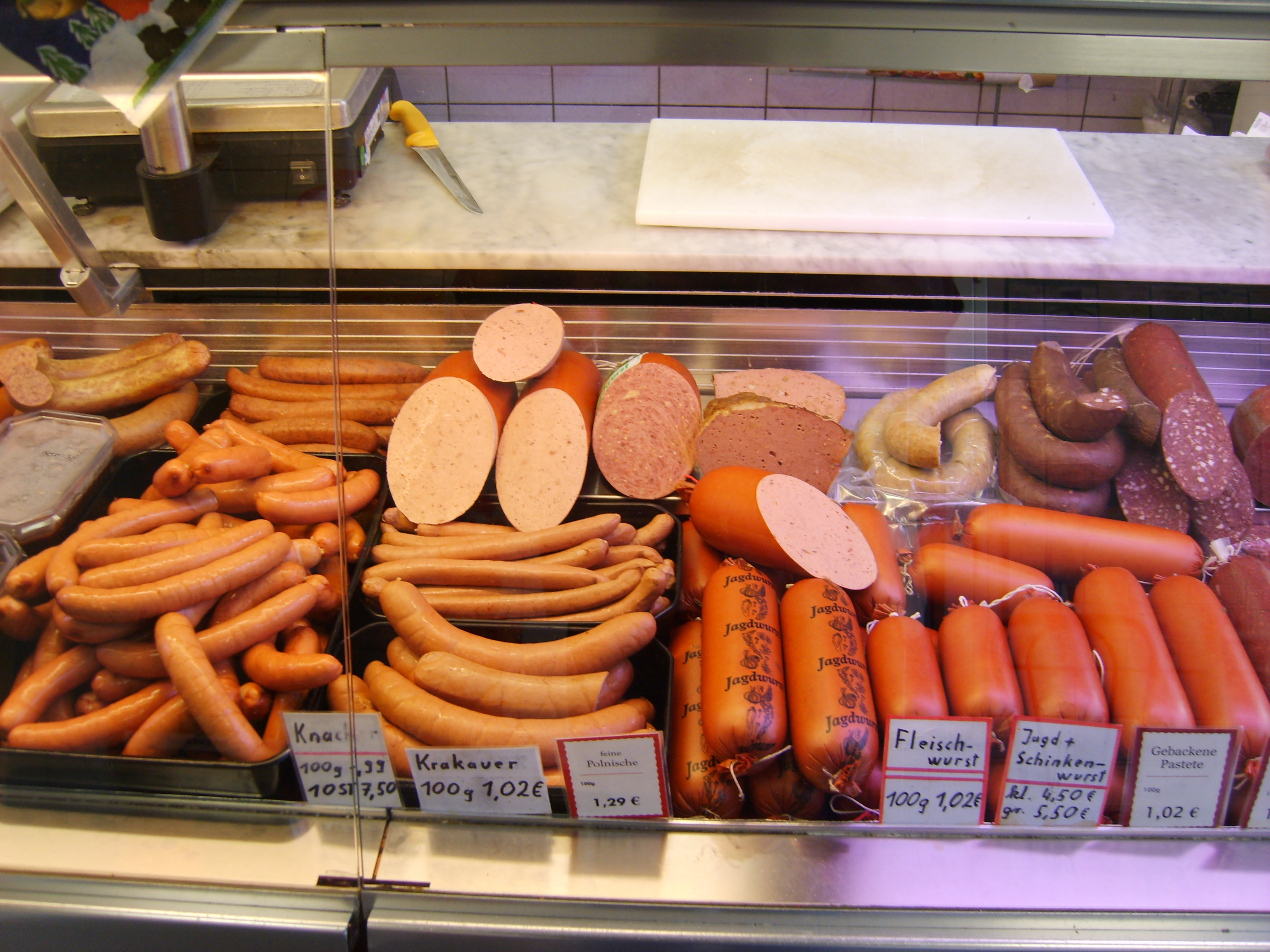
Pferdewurstwaren im Laden einer deutschen Pferdemetzgerei
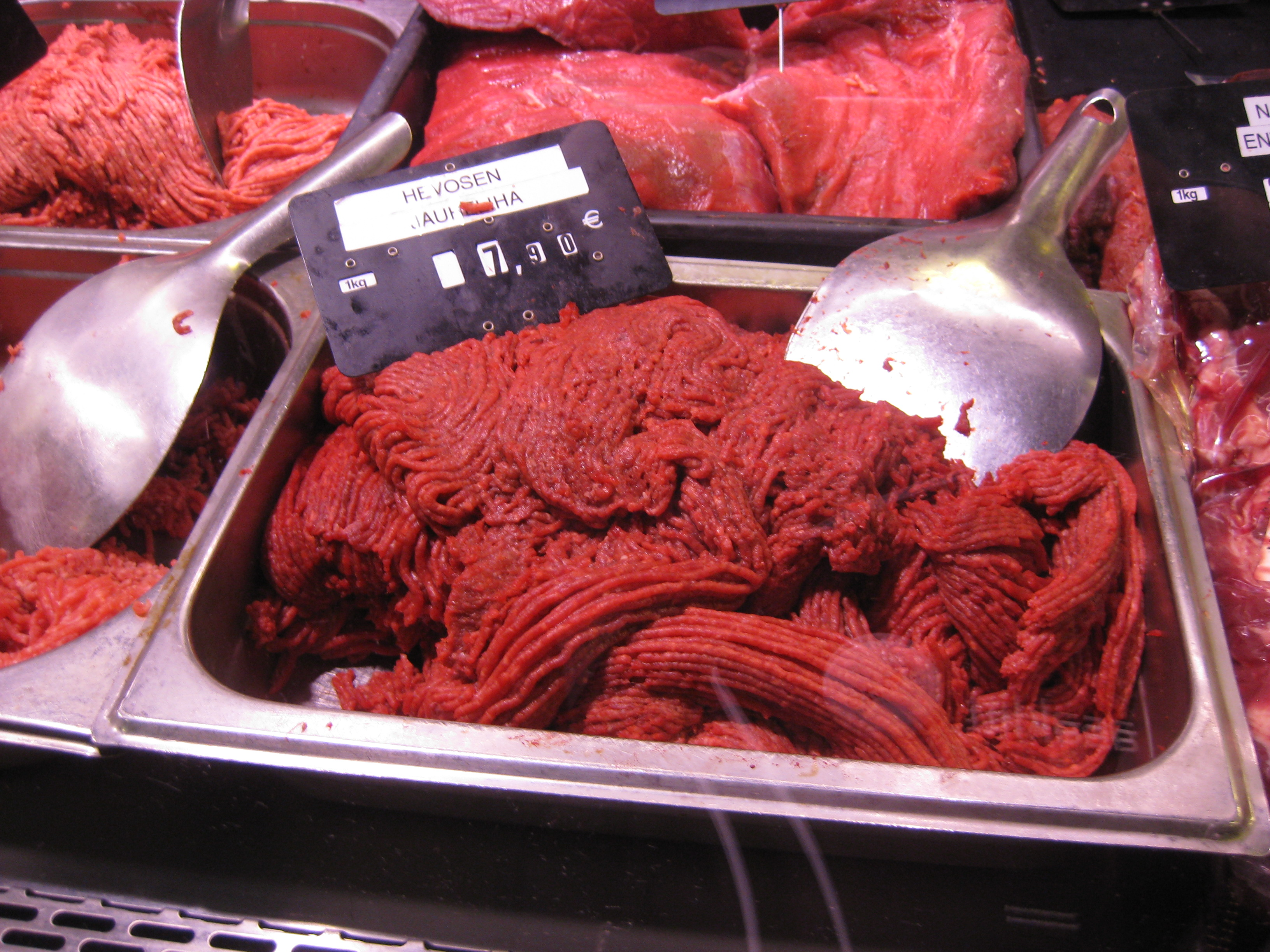
Pferdehackfleisch an einem Fleischstand in einer Markthalle in Tampere, Finnland

## Inhaltsstoffe und Konsistenz
Pferdefleisch ist rot bis dunkelrot und von fester Konsistenz. Fleisch von jungen Pferden ist hellrot und schmeckt nur leicht anders als Rind. Erst das Fleisch älterer Pferde hat die charakteristisch dunkle Farbe und den typischen Geschmack. Je älter das Tier, desto zarter ist sein Fleisch. Der Geschmack von Pferdefleisch ist etwas süßlich, was auf den hohen Gehalt von Glykogen zurückgeführt wird.
Pferdefleisch ist reich an Eisen und sehr fettarm. 100 Gramm enthalten durchschnittlich:
| - Eiweiß: 29,8 g - Fett: 3,5 g - Natrium: 38 mg - Magnesium: 21 mg - Eisen: 4,13 mg | - Vitamin A: 0,018 mg - Vitamin B1: 0,076 mg - Vitamin B2: 0,150 mg - Vitamin B6: 0,500 mg - Vitamin B12: 0,063 mg - Vitamin E: 0,230 mg |

## Zubereitung
Pferdefleisch wird in der Regel wie Rindfleisch zubereitet, auch wenn die Garzeiten meist kürzer sind, da Pferdefleisch grundsätzlich zarter ist. Wegen seines geringen Fettgehaltes tendiert es zum Austrocknen.

## Geschichte

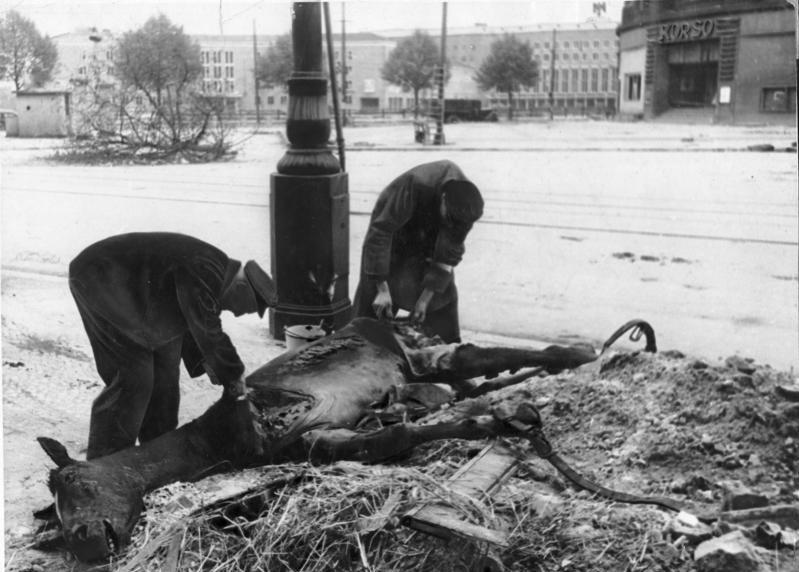
Berliner zerlegen ein Pferd (Mai 1945)

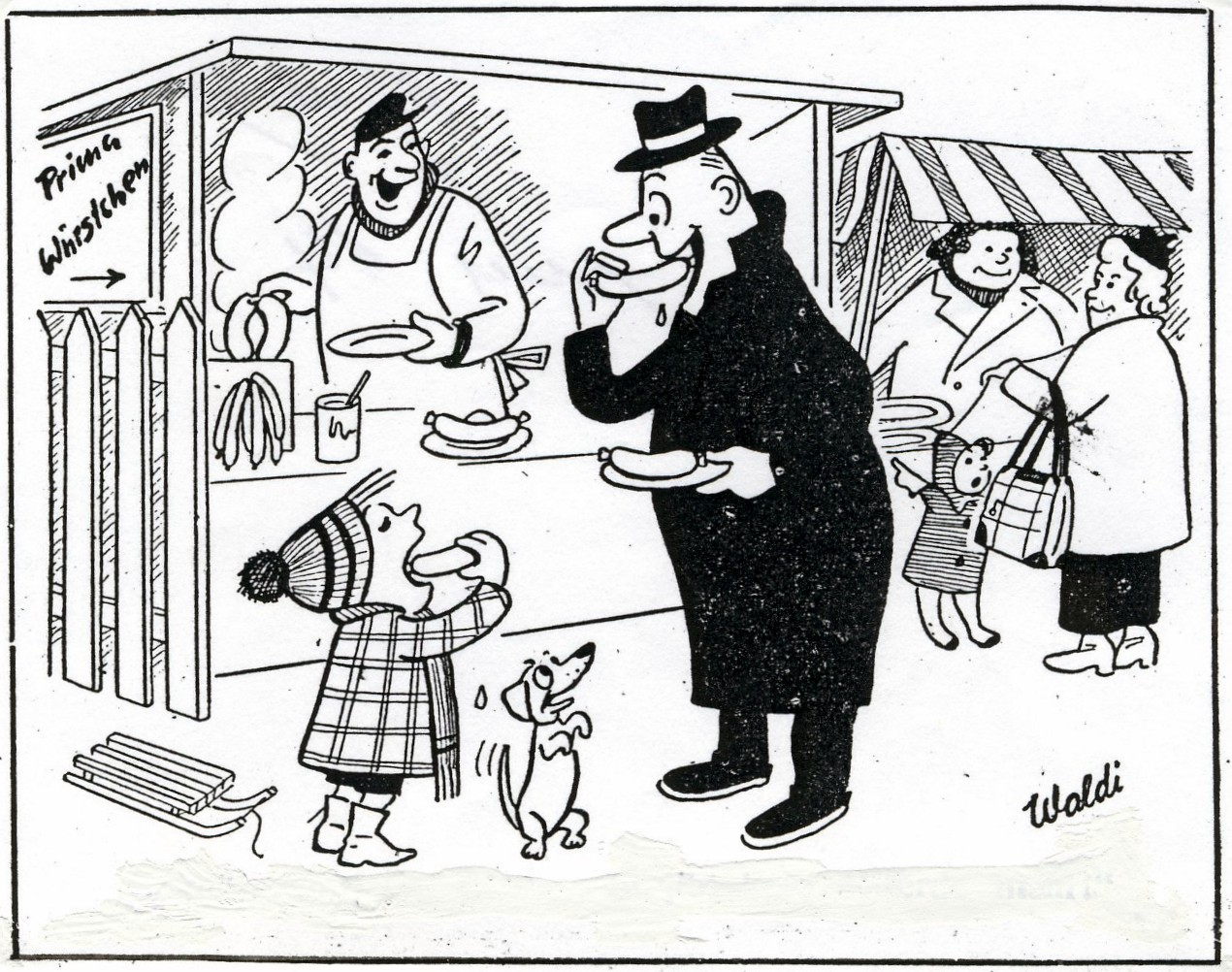
Karikatur von Walter Fürstenau in Berliner Dialekt über Pferdefleisch nach dem Krieg: „Beiß’ ruhig rin Papa – et jibt keene Pferde mehr!“ (1955)

Pferdefleisch gehört zu den ältesten Nahrungsmitteln der Menschheit. Knochenfunde bei Solutré in Frankreich, aber auch Höhlenmalereien wie in Lascaux weisen darauf hin, dass das Pferd wohl ein beliebtes Beutetier der eiszeitlichen Jäger war. Tierknochen der Botai-Kultur in Kasachstan belegen einen fast ausschließlichen Verzehr von Pferden. Auch nach seiner Domestizierung und Verwendung als Reit-, Zug- und Lasttier verlor das Pferd seine Bedeutung als Fleischlieferant nicht. Viele der antiken Völker, darunter die Perser, Griechen und Römer, aßen Pferdefleisch, wobei häufig auch rituelle Zeremonien bekannt waren, zum Beispiel in Rom das Opfer des „Oktoberpferds“. Auch Kelten und Germanen entwickelten Opferkulte rund um das Pferd.
Alle großen Reitervölker wie die Hunnen, Mongolen und Indianer aßen Pferdefleisch. Auch in China war Pferdefleischverzehr weit verbreitet. Im indischen Rigveda wird die Opferung und Zubereitung eines Pferdes beschrieben (RV 1,162).

### Das abendländische Pferdefleischverbot
Papst Gregor III. erließ im Jahr 732 ein Verbot, Pferdefleisch zu essen:

„Inter ea agrestem caballum aliquantos adiunxisti comedere, plerosque et domesticum. Hoc nequaquam fieri deinceps sanctissime sinas frater, sed, quibus potueris Christo iuvante modis, per omnia conpesce et dignam eis interdicto paenitentiam. Inmundum enim est atque exsecrabile.“

„Unter anderem hast du auch erwähnt, einige äßen wilde Pferde und sogar noch mehr äßen zahme Pferde. Unter keinen Umständen, heiligster Bruder, darfst du erlauben, dass dergleichen jemals geschieht. Schreite vielmehr mit Christi Hilfe auf jede nur mögliche Art dagegen ein und lege ihnen die verdiente Buße auf. Denn dieses Tun ist unrein und verabscheuungswürdig.“

Experten sind sich uneins darüber, welcher Beweggrund dem Verbot zu Grunde lag: Für die einen richtete es sich vor allem gegen die Kultpraktiken der heidnischen Germanen, deren Christianisierung gerade im Gange war. Andere behaupten, es habe einen Engpass an Streitrössern gegeben und der Papst habe schlicht nicht gewollt, dass das wertvolle Kriegsmaterial im Kochtopf landete. Papst Gregors Verbot wurde von seinem Nachfolger Zacharias bestätigt. Bonifatius trug es in die Lande. Bei der Christianisierung der Isländer wurde ausdrücklich den Insulanern von der katholischen Kirche der Genuss von Pferdefleisch erlaubt; zu karg war das Leben auf der nördlichen Vulkaninsel, als dass man diese Fleischlieferanten der isländischen Küchenpraxis entziehen durfte.

### Wiedereinführung
Trotz des päpstlichen Verbotes war das Mittelalter nicht frei von Pferdefleischverzehr. Einige Schriftstücke bezeugen, dass das Fleisch wilder Pferde in Westfalen gerne von den ansässigen Mönchen gegessen wurde. Der Abdecker, der alte Pferde tötete, verkaufte deren Fleisch oft unter der Hand an die arme Bevölkerung. Praktisch alle Kriege waren von schweren Hungersnöten gekennzeichnet, Pferdefleisch wurde dann zum umkämpften Luxus.
Im 19. Jahrhundert, in der Ära des Rationalismus, wurde das Pferdefleischverbot immer lauter hinterfragt. Prominente Gegner des Verbots, wie der französische Militär-Veterinär Émile Decroix, veranstalteten Schau-Bankette mit Pferdefleisch, um die Menschen vom Pferdefleischverzehr zu überzeugen. Argumentiert wurde einerseits, es sei ein günstiges Nahrungsmittel für arme Bevölkerungsschichten die am Rande der Unterernährung lebten und sich kein Fleisch leisten konnten, andererseits ginge es um die Kutschpferde in den Großstädten. Wenn man es den Besitzern ermöglichte, ihre alten Pferde an den Schlachter zu verkaufen, würden die Tiere zeitig erlöst und man schaffte eine günstige, hochwertige Nahrungsquelle für die Arbeitermassen. Ein neben anderen Fleischarten gleichrangiges Nahrungsmittel wurde es jedoch nicht. Um 1825 hieß es in einem deutschen Naturkundebuch: „Es soll nicht widrig schmecken, und im Fall der Noth hat man es auch schon oft in Europa genossen.“
Trotz der massiven Proteste der traditionellen Schlachter einerseits und der betuchten Reiterklasse andererseits fiel schließlich das Verbot und die ersten Rossschlachtereien öffneten ihre Pforten. Ähnliche Bewegungen fanden überall in Europa statt. Nachhaltig setzte sich die Kultur des Pferdefleischgenusses aber zunächst nur in den französischsprachigen Ländern durch. In Frankreich lag der Höhepunkt des Pferdefleischverzehrs in den 1950er und 60er Jahren. Seither ist er stetig fallend und beträgt heute kaum mehr als 2 % des gesamten Fleischverbrauchs. Pferdefleisch wird in Frankreich aber nach wie vor in den Fleischregalen praktisch aller Supermärkte angeboten. An der Kanalküste sind Pferdefleischereien verbreitet.
In Wien haben einige Pferdefleischhauer (Fleischer) bis heute eine große Tradition. Besonders die „Dürre“ (Wurst) und vor allem der Pferdeleberkäse sind beliebt.

## Produktion und Verzehr

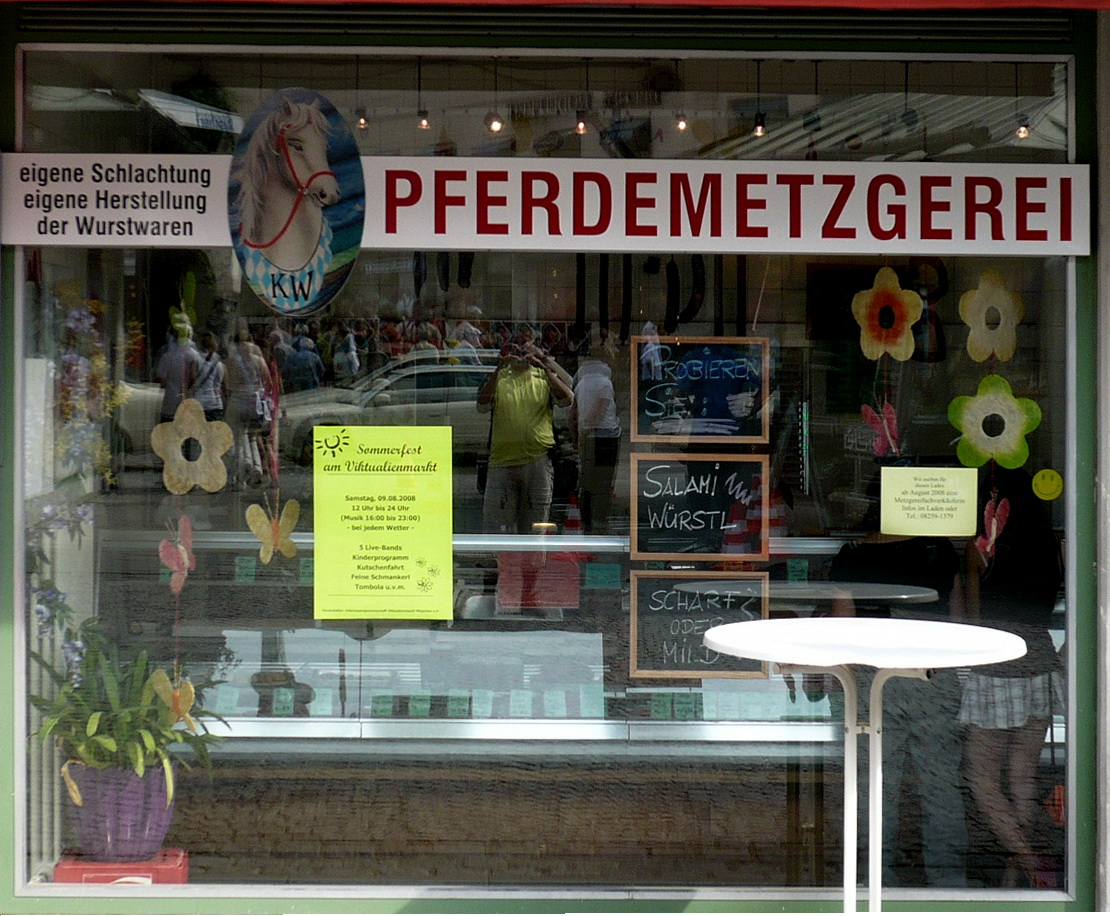
Letzte Münchner Pferdemetzgerei

Pferdefleisch wird in vielen Ländern der Welt verzehrt. China war im Jahr 2022 mit über 20 % der Weltproduktion (insgesamt 159.069 Tonnen) der größte Erzeuger von Pferdefleisch. Hauptexportländer waren 2022 Argentinien, Belgien und Polen, Hauptimportländer waren Italien, Belgien und Japan.

### Deutschland
In Deutschland wurden 2022 weniger als 1000 Tonnen Pferdefleisch produziert.

### Schweiz
Im Jahr 2022 wurden in der Schweiz 2109 Tonnen Pferdefleisch konsumiert. 92,7 Prozent des Fleisches stammte aus Importen. 2011 kam der größte Teil der Importe aus Kanada, Mexiko und Argentinien.
Ein traditionelles Pferdefleischgericht aus der Schweiz sind Mostbröckli.

### USA
In den USA gibt es in einigen Bundesstaaten, beispielsweise in Kalifornien, ein Verbot des Verzehrs von Pferdefleisch. Das Töten der Pferde zur Herstellung von Tierfutter und Leim ist jedoch weiterhin erlaubt.

## Religion

### Jüdische Speisegesetze
Die jüdischen Speisegesetze verbieten gemäß Lev 11,3  den Verzehr von Pferdefleisch, da Pferde weder zu den Wiederkäuern gehören noch Paarhufer sind.

### Islam
Im Islam ist der Verzehr von Pferdefleisch nach der Lehre der Schafiiten, Hanbaliten und Malikiten nicht verboten. Die Hanafiten schränken den Verzehr von Pferdefleisch dahingehend ein, dass das Pferd dem Menschen im Dschihad nützlich sein soll.
Nach der alevitischen Glaubensauffassung ist der Verzehr von Pferdefleisch verboten.
In Indonesien, auf der Insel Sulawesi in der Provinz Jeneponto ist der Verzehr von Pferdefleisch bei der hauptsächlich islamischen Bevölkerung weit verbreitet. Ein beliebtes Gericht ist „Coto Kuda“, eine Suppe mit Pferdefleisch, Gemüse, Erdnüssen und Gewürzen.

## Kritik

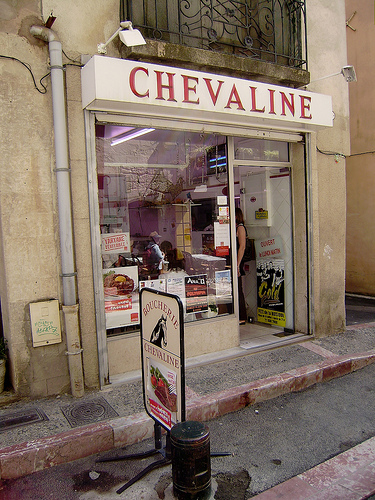
Eine Pferdemetzgerei in Pezenas im Languedoc

Pferdefleisch ist ein umstrittenes Nahrungsmittel. Lag es früher unter dem päpstlichen Bann und war als Armeleuteessen verschrien, sind es heute vor allem emotionale Vorbehalte, die viele Menschen dem Pferdefleisch ablehnend gegenüberstehen lassen.

### Falschdeklaration als Rindfleisch
Im Februar 2013 wurde in mehreren europäischen Ländern Pferdefleisch in angeblichen Rindfleischprodukten gefunden.

### Tierschutzproblematik bei amerikanischen Produzenten
Der Tierschutzbund Zürich (TSB) hat in Zusammenarbeit mit anderen Tierschutzorganisationen den Pferdefleisch-Import in die Schweiz kritisch betrachtet. Filmaufnahmen aus den USA, Kanada, Argentinien und Mexiko zeigen offenbar, wie Pferde beim Verladen mit Stöcken geschlagen und von Hunden gebissen werden, wie kranke Tiere unbehandelt leiden und sterben, wie Pferde länger als einen Tag ohne Wasser, Nahrung oder Ruhepausen zum Schlachthof transportiert und dort unsachgemäß betäubt werden. Beobachtungen in den Jahren 2018 und 2019 zeigten keine Verbesserung der Zustände. Die von der Europäischen Kommission in argentinischen und uruguayischen Schlachthöfen durchgeführten Kontrollen vom Oktober und November 2022 zeigten gravierende Fehler hinsichtlich der Lebensmittelsicherheit auf. Inzwischen ruft auch die Branchenorganisation der Schweizer Fleischwirtschaft Proviande den Fleischhandel dazu auf, freiwillig auf Importe aus Argentinien und Uruguay zu verzichten. Dazu fordert Proviande das Bundesamt für Lebensmittelsicherheit und Veterinärwesen als Vollzugsbehörde auf, ein Importverbot zu erlassen.

### Nicht-Schlachtpferde
Pferde, die mit gewissen Medikamenten behandelt wurden, dürfen inzwischen nicht mehr geschlachtet werden, was im sogenannten Equidenpass vermerkt wird. Jedoch wünschen sich viele Pferdebesitzer aus ökonomischen Gründen trotzdem eine Schlachtung. Auch kam es vor, dass ihr Pferd nach einem Verkauf illegal an einen Schlachter weiterverkauft wurde. Amtstierärzte konnten die Fälschung eines Equidenpasses oft nicht feststellen.